# 威廉敏娜·弗萊明
威廉敏娜·佩頓·史蒂文斯·弗萊明（英語：Williamina Paton Stevens Fleming，1857年5月15日—1911年5月21日），蘇格蘭女性天文學家。在她的職業生涯中，她協助建立了一個恆星的通用編號系統，並且將數千顆恆星和其他天文現象編號。弗萊明最為人所知的是於1888年發現馬頭星雲。

## 生平
威廉敏娜生於蘇格蘭邓迪，雙親是雕刻師羅伯特·史蒂文斯和瑪麗·沃克。她在14歲時就在當地學校任教，之後她和詹姆士·奧爾·弗萊明（James Orr Fleming）於1877年結婚。之後威廉敏娜和她的丈夫遷往美國波士頓，不久後她和她的孩子被丈夫拋棄。威廉敏娜因此到美國天文學家爱德华·皮克林家中擔任女僕。當皮克林逐漸對他在哈佛大学天文台的男性助理感到不滿後，他宣稱他的女僕可以做得比男性助理更好。
1881年，皮克林雇用了威廉敏娜在天文台擔任資料處理工作。她在天文台建立並協助進行根據從觀測得到的恆星光譜中所知氫含量將恆星進行分類的系統。在該系統中她將氫最多的恆星分為 A 型，次多的為 B 型，以此類推。後來安妮·坎农以她的成果為基礎，並以恆星表面溫度為基準發展了更簡單的分類系統。
威廉敏娜對恆星分類的成果後來在HD星表中出版，她以9年時間分類了超過1萬顆恆星。威廉敏娜還發現了59個星雲、超過310顆變星、10顆新星。其中她發現的222顆變星收錄在她於1907年出版的書籍之中。
1888年，威廉敏娜在哈佛大學天文台的B2312號照相板影像上發現了馬頭星雲。她在發現報告中提及一個明亮的星雲（後來的IC 434）擁有一個「直徑5角分的半圓缺口，並且位於參宿一南方30角分處」。爱德华·皮克林之弟威廉·亨利·皮克林拍攝了馬頭星雲所在區域的照片，並推測該區域有不發光物質遮蔽。不過在發現後不久，相關的後續論文和書籍似乎都否認威廉敏娜和威廉的發現，這是因為第一組索引星表的編輯者約翰·路易·埃米爾·德雷耳在該星表中刪去了威廉敏娜的名字，並標明是由哈佛大學所發現，而不只標示由「皮克林」發現（當時大多數相關領域專家都認為「皮克林」是指擔任哈佛大學天文台台長的其兄愛德華）。德雷耳在1908年發表第二組索引星表時，威廉敏娜等其他哈佛大學天文台人員已經有一定名氣，讓天文界足以認可其發現的天體，但並不包含先前發現的IC 434和馬頭星雲。
威廉敏娜長期以來負責管理皮克林所雇用的十餘位在哈佛大學天文台內進行計算與分類的女性（參見哈佛計算員），並且負責編輯天文台出版品。1899年威廉敏娜獲得天文攝影策展人的頭銜。1906年她成為英國皇家天文學會的榮譽會員，是第一位獲選的美國女性。不久後成為维斯理学院的天文榮譽研究員。她去世後不久墨西哥天文學會追授她Guadalupe Almendaro獎章表彰她發現新恆星的貢獻。
1911年威廉敏娜在波士頓因肺炎去世。

## 著作
- 《A Photographic Study of Variable Stars》，1907年
- 《Spectra and Photographic Magnitudes of Stars in Standard Regions》，1911年

## 榮譽
- 月球撞擊坑（英语：Lunar craters）之中的弗萊明環形山以她和青黴素的發現者亚历山大·弗莱明（兩人無親戚關係）命名。

## 外部連結
- Waldee, S. R.; Hazen, M. L. (November 1990). The discovery of early photographs of the Horsehead nebula. Publications of the Astronomical Society of the Pacific. 102: 1337 Bibcode：1990PASP..102.1337W doi:10.1086/132771
- Cannon, Annie J. (November 1911). Williamina Paton Fleming. The Astrophysical Journal. 34: 314. Bibcode：1911ApJ....34..314C doi:10.1086/141894

### 訃聞
- Obituary Notice : Honorary Member : Fleming, Williamina Paton". Monthly Notices of the Royal Astronomical Society. 72: 261. 1912. Bibcode：1912MNRAS..72..261. doi:10.1093/mnras/72.4.261 ISBN 978-1330116579